# Wells (Minnesota)
Wells è una città degli Stati Uniti d'America, situata in Minnesota, nella Contea di Faribault.